# Thomas Billhardt
Thomas Billhardt (* 2. Mai 1937 in Chemnitz; † 23. Januar 2025) war ein deutscher Fotograf und Publizist. Besonders bekannt wurde er durch seine Fotos aus Vietnam, Palästina und Nicaragua. Als sein bekanntestes Foto gilt eines aus dem Vietnamkrieg, auf dem eine schmächtige vietnamesische Kämpferin einen ihr körperlich deutlich überlegenen US-Soldaten abführt.

## Leben und Werk

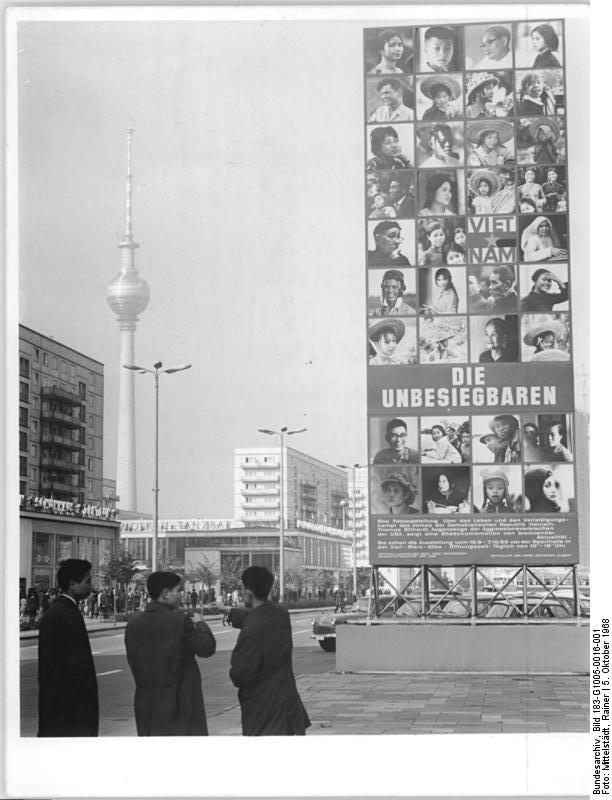
Werbetafel in der Berliner Karl-Marx-Allee zur Vietnam-Fotoausstellung des Bildreporters Thomas Billhardt (1968)

Die Eltern Billhardts waren Karlheinz Billhardt und Maria Schmid-Billhardt (1901–1983), Inhaber eines namhaften Fotoateliers in Chemnitz. Seine Mutter war eine der wichtigsten zeitgenössischen Porträtfotografinnen der Stadt. Billhardt absolvierte von 1951 bis 1954 bei ihr eine Lehre als Fotograf. Anschließend studierte er bis 1957 an der Fachschule für angewandte Kunst in Magdeburg. Als Werksfotograf im Braunkohlentagebau und der Brikettfabrik Großkayna 1957–58 qualifizierte er sich zum Fotomeister und war bis 1959 Verlagsfotograf beim Postkartenverlag Bild und Heimat in Reichenbach im Vogtland. 1959 bis 1963 absolvierte er ein Studium an der Hochschule für Grafik und Buchkunst (HGB) in Leipzig mit Abschluss als Diplom-Fotografiker/Fotodesigner. Von 1963 bis 1971 arbeitete er als freischaffender Fotograf. 1972 bis 1981 war er Arbeitsgruppenleiter bei der Deutschen Werbeagentur (DEWAG) Berlin und 1982 bis 1989 Leiter des Studios Billhardt beim Verlag für Agitations- und Anschauungsmittel.
Billhardt hatte zahlreiche Ausstellungen in der DDR, u. a. 1982/1983 und 1978/1977 auf der IX. und X. Kunstausstellung der DDR in Dresden, in London, Moskau, Berlin-West, Beirut, Kiew, Krakau, Stettin, Breslau, Hanoi, Santiago de Chile, Valparaiso, Florenz, Salzburg, Paris, Prag, Wittlich, u. a. die UNICEF-Ausstellung „Kinder der Welt“ in New York 1988.
Im April 2005 war er für UNICEF Philippines unterwegs und von April 2008 bis November 2008 hat er für UNICEF-Projekte in Indonesien, Kambodscha und China gearbeitet.
Sein Archiv bis 1999 ist im Besitz der Fotogalerie Camera Work Berlin, die ihn 2017 mit einer Personalausstellung würdigte.
Billhardt war verheiratet und hatte zwei Kinder. Sein Sohn Steffen Billhardt ist auch als Fotograf international tätig. Thomas Billhardt lebte in Italien und bis 2008 in Berlin. Zuletzt wohnte er in Kleinmachnow bei Berlin.

## Ehrungen
- 1965: Erich-Weinert-Medaille
- 1969: Kunstpreis der DDR
- 1987: Nationalpreis der DDR III. Klasse

## Mitgliedschaften
- bis 1990: Verband Bildender Künstler der DDR

- 1962 bis 1990: Verband der Journalisten der DDR
- ab 1968: SED
- ab 1988 Korrespondierendes und ab 1990 Ordentliches Mitglied der  Deutschen Gesellschaft für Photographie
- ab 1990 Deutscher Journalistenverband
- ab 1990: Bund Freischaffender Foto-Designer e. V.

## Selbstreflexion
„Ich bin kein Künstler, sondern Dokumentarist. Ich wollte immer die graue Maus sein, die nicht auffällt, damit ich wahrhaftige, nicht gestellte Fotos machen kann.“

## Rezeption
„Sein Blick ist ein humanistischer, ein menschenfreundlicher, ein mitfühlender. Egal ob es Punker am Alex in Berlin waren, die er mit ein paar Tricks und einer besonderen Kamerahaltung vergessen ließ, dass er sie fotografierte, oder die Großmutter, die im Vietnamkrieg ihr totes Enkelkind beweint.“

## Bücher mit Fotografien Billhardts
- mit Inge Trisch: Meister Nadelöhr, Pittiplatsch Kinderbücher. Pößneck-Verlag, 1963–1967.
- mit Eberhard Panitz: Christobal und die Insel. Verlag Neues Leben, Berlin 1963.
- Drushba Juri, drushba Valja. (Kosmonautenbesuch). Verlag Kultur und Fortschritt, 1963.
- mit Sarah und Rainer Kirsch: Berlin – Sonnenseite. Verlag Neues Leben, Berlin 1964.
- mit Brigitte Reimann: Das grüne Licht der Steppe. Verlag Neues Leben, Berlin 1965.
- mit Eberhardt Panitz: Der siebente Sommer. Mitteldeutscher Verlag, 1967.
- mit Sachatschenko und Charlampijew: Mit den Augen des Freundes. Verlag Neues Leben, Berlin 1968 (Maldaja Verlag, Moskau 1968).
- mit Heynowski und Scheumann: Piloten im Pyjama. Kindler Verlag, 1968 (Verlag der Nation, 1968).
- mit Heynowski und Scheumann: Der Präsident im Exil. Verlag der Nation, 1969.
- mit Heynowski und Scheumann: Bye-bye Wheelus. Verlag der Nation, 1971.
- mit Rose Nyland: Fünf Kiesel im Bach. Verlag Neues Leben, Berlin 1972.
- mir Eduard Klein, Eberhardt Hackethal: Santiago de Chile. Hoffnung eines Kontinents. Verlag Volk und Welt, Berlin 1972.
- mit Henrik Gurkow: Schto nowogo meschdu oderom i reunom. Molodaja gwardija-Verlag, Moskau 1972.
- mit Sara Lidmann: Faglarna i Nam Dinh Ordfront. Verlag Schweden, 1973.
- Sehnsucht Frieden: Vietnam. Leipzig 1973.
- mit Peter Jacobs: Hanoi. Am Tage vor dem Frieden. Verlag Neues Leben, Berlin 1973.
- Kurt Kauter: Von Arica nach Feuerland. Reise durchs Chile der Unidad Popular. Greifenverlag Riudolstadt, 1975
- mit Peter Jacobs: Die Palästinenser. Hanau 1979.
- mit Peter Jacobs: Wo liegt Palästina?. 1979.
- mit Peter Jacobs: Noch steht der Turm von Pisa. Verlag Neues Leben, Berlin 1976.
- mit Peter Jacobs: Die Drushbatrasse. Verlag Neues Leben, Berlin 1978.
- Toscana imagini: Toskanische Regierung. 1975.
- mit Peter Jacobs: Italien mit und ohne Belcanto. Brockhausverlag 1979.
- Als die Muchachos kamen. Militärverlag, Berlin 1982.
- mit Ilja Glasunow: Düchanje gorjachisch dnenm. Planeta-Verlag, Moskau 1985.
- mit Peter Jacobs: Bengalisches Feuer. Verlag Neues Leben, Berlin 1973.
- mit O. Mann: China. Impressionen einer Reise. 1989, ISBN 3-325-00208-0.
- mit Cambodia. Hologramme, Paris 1990.
- mit Irmgard Bockhorst: das läßt dich nicht kalt. Betelverlag, 1992.
- mit Marta Rafael: Mit dir-für dich. Verlag für die Frau, 1973.
- mit G. Bellmann: Die Deutsche Alleenstraße, Zwischen Rügen und Rheinsberg. Ullstein Verlag, 1996, ISBN 3-550-06904-9.
- mit U. Schmid: Kinder haben Rechte. Votum Verlag (Ullstein Verlag), 1997, ISBN 3-926549-40-8.
- mit Annemarie Stoltenberg: Auf den Spuren von Elisabeth von Arnim auf Rügen.
- mit Kerstin Hensel (Texte): Alles war so, alles war anders. Kiepenheuer & Witsch, 1999, ISBN 3-378-01035-5.
- mit Brigitte Reimann: Das grüne Licht der Steppe. Neuauflage. Taschenbuch-Verlag, 2000.
- Alexanderplatz in Berlin-Mitte. Das Neue Berlin. 2002, ISBN 3-89793-031-5.
- mit Steffen Billhardt, K. Sinha und David Mayo: Raw. Clearview, 2012, ISBN 978-1-908337-12-2.
- Vietnam, Fotografien. Edition Braus, Berlin 2022, ISBN 978-3-86228-225-8.

## Filme
- 1968: Der Augenzeuge (Wochenschau) 1968/40, DDR: Thomas Billhardt fotografierte in Vietnam[4]
- 1970: Der Augenzeuge (Wochenschau) 1970/29, DDR: Neue Fotoausstellung von Thomas Billhardt[5]
- 1970: Report für Katrin, DEFA-Dokumentarfilm, DDR, Regie: Harry Hornig – Thomas Billhardt steht vor einer erneuten Reise nach Vietnam.[6]
- 2000: Eislimonade für Hong Li, Dokumentarfilm, Deutschland, Regie: Dietmar Ratsch und Arek Gielnik – Thomas Billhardt in Nordvietnam 25 Jahre nach Kriegsende[7]
- 2020: Jahrhundertbauwerk Trasse. Wie das russische Erdgas in den Westen kam, TV-Dokumentarfilm, Deutschland, Produktion LOOKSfilm, Mitteldeutscher Rundfunk, Arte, Regie: Matthias Schmidt – mit Fotos „Drushba-Trasse“ von Thomas Billhardt[8][9]